# 小骨トモ
小骨 トモ（こぼね トモ、1993年7月23日 - ）は、日本の漫画家。女性。

## 来歴
2018年、『夜の背』で『ヤングマガジン月間新人漫画賞（ヤングマガジン第455回月間賞）』を受賞。デビュー作となる。2019年5月『コミックMate L Vol.27』に『華咲く楽園』を掲載したのち、2020年1月『初恋美談』に至るまで成人向け雑誌に寄稿した。

## 作品リスト

### 漫画作品
一般向け
- 夜の背（『コミックDAYS』2018年10月13日）
- 流星と男（『月刊ヤングマガジン』2018年11月号）
- 神様お願い（『webアクション』2020年10月23日） - 『神様お願い』に収録。
- 藤田の生首（『webアクション』2021年1月8日） - 『神様お願い』に収録。
- アブラゼミ（『webアクション』2021年4月2日） - 『神様お願い』に収録。
- スモウちゃんにさようなら（『webアクション』2021年9月10日） - 『神様お願い』に収録。
- ファーストアルバム（『webアクション』2022年2月18日） - 『神様お願い』に収録。
- リカ先輩の夢を見る（『webアクション』2023年1月20日） - 『それでも天使のままで』に収録。
- それでも天使のままで（『webアクション』2023年9月8日） - 『それでも天使のままで』に収録。
- あの嫌いなバンドはネットのおもちゃ（『webアクション』2024年2月2日） - 『それでも天使のままで』に収録。
- 先生のクモのイト（『webアクション』2024年6月28日） - 『それでも天使のままで』に先行収録。

成人向け
- 華咲く楽園（『コミックMate L』2019年Vol.27）
- 紙の遺伝子（『コミックMate L』2019年Vol.28）
- 海の日（『コミックMate L』2019年Vol.29）
- 汚ちんぽイロキチファック!!（『コミック刺激的SQUIRT!!』2019年Vol.14）
- ねじれうた（『コミックMate L』2019年Vol.30）
- あくまと接吻（『コミック刺激的SQUIRT!!』2019年Vol.15）
- 初恋美談（『コミックMate L』2020年Vol.31）

### 書籍
- 『神様お願い』双葉社〈アクションコミックス〉、2022年2月17日発売[2][3]、ISBN 978-4-575-85693-4、短編集
- 『それでも天使のままで』双葉社〈アクションコミックス〉、2024年6月20日発売[4][5]、ISBN 978-4-575-85973-7、短編集

### その他
- 捨てちゃってね（DAOKOのミュージックビデオ、2024年[6]）イラスト・脚本